# Heffernia borneana
Heffernia borneana là một loài bọ cánh cứng trong họ Cerambycidae.